# Alexandre Birnfeld
Alexandre Birnfeld (Montenegro, 29 de abril de 1964 - Porto Alegre, 26 de outubro de 2014) foi um baixista, compositor, arranjador, maestro e professor brasileiro.

## Biografia
Iniciou seus estudos musicais na cidade de Montenegro com Guaracy e Antonio Carlos Borges-Cunha. Na década de 1980 foi membro da Banda Verde, composta de montenegrinos e voltada para o blues e o rock, e atuou como baixista da banda Anos Blues, criada em 1989. Após mudar-se para Porto Alegre, ingressou na Universidade Federal do Rio Grande do Sul onde fez graduação e mestrado em música sob orientação de Antonio Carlos Borges-Cunha. Obteve o grau de Mestre em 2003, tendo publicado a dissertação Polyakanthos : processos composicionais, que inclui CD com a gravação das obras compostas durante o mestrado em música.
Foi membro fundador do grupo Ex-Machina (1997–2006) de música experimental erudita, baseado em Porto Alegre, formado por alunos do Departamento de Música da UFRGS, do qual participou como compositor e instrumentista, lançou discos e participou de apresentações no Brasil, Argentina e Uruguai, atuando até o fim do grupo. O Ex-Machina apresentava obras integrando instrumentos tradicionais, eletrodomésticos, recursos eletroacústicos e cenografia. O grupo recebeu duas indicações para o Prêmio Açorianos e se apresentou no Encontro de Compositores Latino-Americanos em Porto Alegre, que segundo Eduardo Álvares "foi o mais importante evento realizado na região sul do Brasil" na história recente da música erudita brasileira.

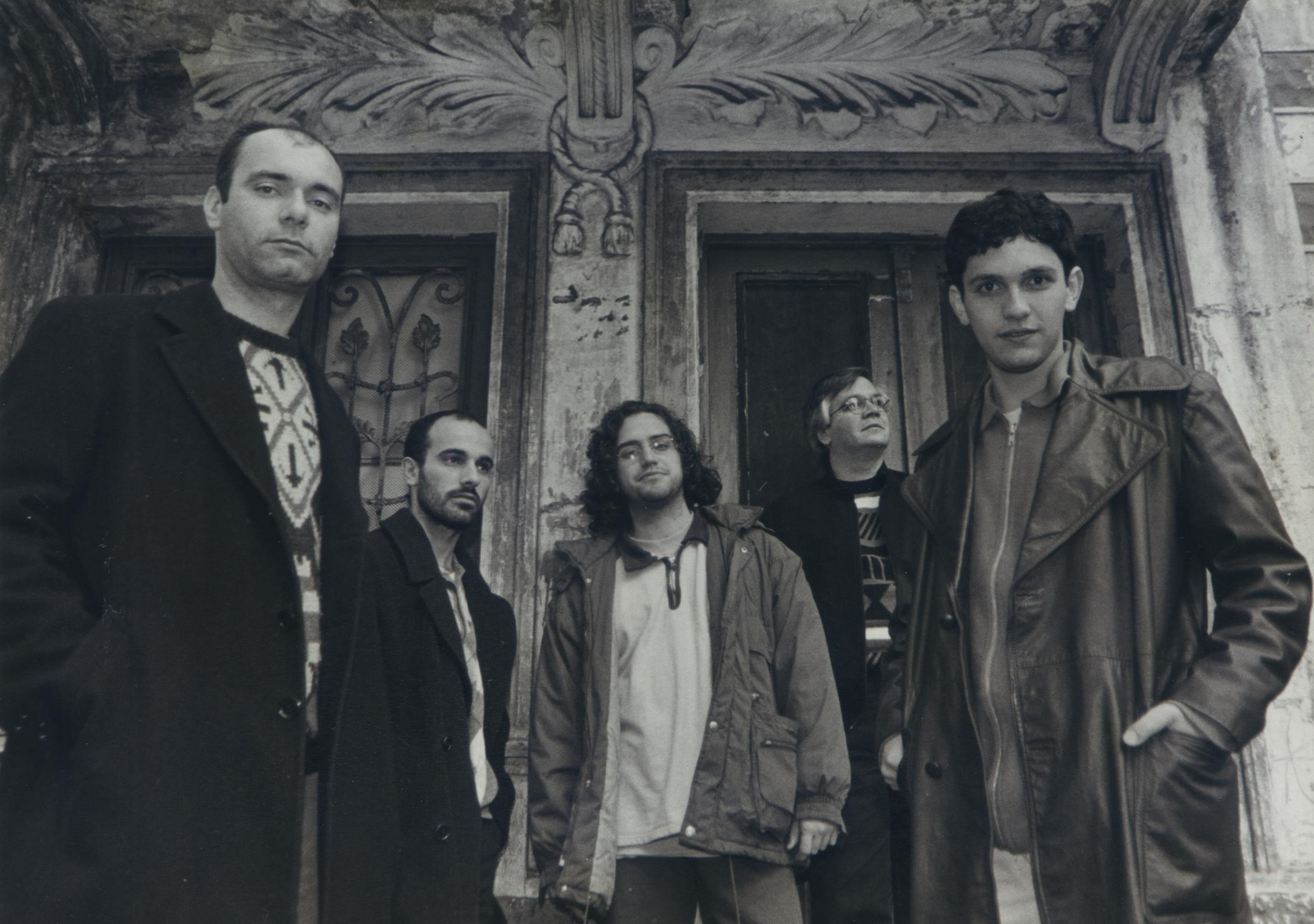
Ex-Machina em 1997. Da esquerda para a direita; Alexandre Birnfeld, Martinêz Nunes, Luciano Zanatta, Antônio Nunes e Yanto Laitano.

Foi professor da Universidade Estadual do Rio Grande do Sul (UERGS) e coordenador do Departamento de Artes, professor adjunto da Fundação Municipal de Artes de Montenegro (FUNDARTE), maestro e arranjador da Orquestra Infantojuvenil da Fundação, aprimorando a prática dos ensaios e apresentando-se nos Estados Unidos em 1995.
Em junho de 1997 a Orquestra Sinfônica de Porto Alegre realizou a estreia de sua composição O Sonho de Dédalo. No ano 2000 teve sua composição Trio para Violino, Violoncelo e Piano incluída no filme Tolerância de Carlos Gerbase, estrelado por Maitê Proença e Roberto Bomtempo. A peça foi gravada pelo Ex-Machina. Segundo Gerbase, a trilha sonora foi escolhida cuidadosamente para que refletisse "a cara de Porto Alegre", e traz uma significativa amostragem da cena do rock local, incluindo outros nomes consagrados como Nei Lisboa, Júlio Reny, Os Replicantes, Wander Wildner, Os The Darma Lóvers e Júpiter Maçã. O filme teve ótima recepção crítica, foi considerado inovador, e recebeu sete prêmios da Associação Profissional de Técnicos Cinematográficos do Rio Grande do Sul: melhor filme, direção, roteiro, trilha sonora, arte, som e montagem.
Teve obra selecionada na 21ª Bienal de Música Brasileira Contemporânea no Rio de Janeiro em 2015, e teve composições interpretadas pela Orquestra Theatro São Pedro e pela Orquestra Sesi-Fundarte.
Em convênio UERGS/FUNDARTE participou do Grupo de Pesquisa em Arte: criação, interdisciplinaridade e educação. Foi membro do Comitê Científico da  5ª Jornada Interna de Pesquisa da FUNDARTE, do 2º Encontro de Educação Musical de Porto Alegre, do 1º Encontro de Educação Musical do Rio Grande do Sul, do 24º Seminário Nacional de Arte e Educação, e um dos coordenadores de Painel do 25º Encontro Regional da Associação Brasileira de Ensino Musical-Sul.

## Homenagens
Em 2016, a pianista Catarina Domenici, apresentou na Fundação Ecarta e no projeto Desconcerto, no Espaço Parangolé em Porto Alegre, a composição "Lux Eterna (in memoriam Ulisses Ferretti e Alexandre Birnfeld)", escrita pela referida pianista, em parceria com o compositor James Correa.
Em 20 abril de 2017, a escola de música Espaço Musical Montenegro, na cidade de Montenegro, inaugurou a "Sala Professor Alexandre Birnfeld", como uma homenagem ao compositor.

## Obra
Principais composições:
- "Pampa Guarany", 2001, 15min, Fagote e Orquestra de cordas
- "O Sonho de Dédalo", 1996, 9min, Orquestra de cordas
- "Polyakantos", 2002, 18min, Flauta/piccolo, Clarinete/Clarinete baixo, percussão, piano, violino e violoncelo.
- "Trio para Violino Violoncelo e Piano", 1996, 8min, Violino, violoncelo e piano
- "Immobili", 2004, 3min, Theremin, viola, fagote e contrabaixo elétrico
- "Voga", 2000, 5min, 5 vozes
- "O Caminho", 1995, 5min, voz e quinteto de madeiras
- "A Grande Ilusão do Carnaval", 2002, 7min, voz, fagote, piano, teclado e contrabaixo
- "Eletroac. K'uei", 2002, 10min, CD
- "Akrotismo Cinecromático", 2003, 5min, Instalação

Discografia:
- Polyakanthos : processos composicionais, 2003.[27]
- Ex-Machina. Um Som Que Não Soa, 2002.[28].
- Catarina Domenici. "Porto 60'", 2002. Gravação da obra "Cangaço", para piano.
- Ex-Machina. Ex-Machina, 1998.[29].